# Burgenland
Burgenland (magyarul: Őrvidék, Felsőőrvidék vagy újabban Várvidék, horvátul: és gradistyeiül: Gradišće, szlovénül: Gradiščanska, vendül: Gradišče, csehül: Hradsko) Ausztria Magyarországgal határos szövetségi tartománya. 3965,46 km2-es területével szomszédunk 7. legnagyobb tartománya, ezzel Ausztria teljes területének mintegy 4,72%-át adja. Illetve közel 294 ezer fős lakosságával a legkisebb népességgel rendelkező tartománya, ezzel Ausztria népességének 3,31%-ával rendelkezik, népsűrűsége bőven az országos átlag alatt van.
Nyugatról Alsó-Ausztria és Stájerország, keletről Szlovákia és Magyarország, míg délről Szlovénia határolja. Székhelye "a Haydn városaként"  is nevezett Kismarton (németül: Eisenstadt) amely szorosan kapcsolódik a híres zeneszerzőhöz, Joseph Haydnhoz, aki itt élt és alkotott, illetve nevezetes az Esterházy család által emelt kastélyról, mely azóta a város jelképévé vált. De nevezetesebb települései közé tartozik a középkori Batthyány-várról híres Németújvár, a történelmi Magyarország egykori legkisebb szabad királyi városaként ismert Ruszt, szintén középkori erődjéről ismert Léka, illetve Közép-Európa egyik legnagyobb outletje miatt ismertté vált Pándorfalu. Bár egykor Magyarországhoz tartozott, még sincs hivatalosan elfogadott magyar elnevezése, mivel soha nem alkotott egységes közigazgatási vagy földrajztudományi egységet, kivéve az 1921-ben itt alapított Lajtabánságot.
A terület nagyrészt sík vagy dombos vidék, északon a Fertő dominál, amely Közép-Európa harmadik legnagyobb állóvize és Európa legnyugatabbra fekvő sztyepptava és szikterülete, az UNESCO Világörökség része. A tó körül síkságok, nádasok és szőlőültetvények találhatók. Déli részét az Alpok keleti nyúlványai, illetve dombvidékek jellemzik. A tartomány folyói közé tartozik a Rába és a Lajta. Burgenland híres termékeny földjeiről, borvidékeiről és szőlőtermesztéséről, valamint enyhe, napos éghajlatáról.
Történelme sokszínű, hiszen a terület hosszú ideig Magyarország része volt. A trianoni békeszerződés (1920) után csatolták Ausztriához, hivatalosan 1921-ben vált az ország legújabb tartományává. A régiót évszázadokon át különböző népek lakták, például kelták, rómaiak és avarok, később pedig a Magyar Királyság részeként szolgált. Nevét a német „várak” (Burgen) szóból kapta, utalva a vidék erődjeire, mely a nyugati határ védelmére szolgáltak. Egykor Sopron, Moson, Vas és Pozsony vármegyék részeit képezte a tartomány jelenlegi területe. Sopront szánták a tartomány fővárosának, azonban a városban megrendezett népszavazás eredményeként a város és környéke Magyarországon maradt. A második világháború alatt a Náci Birodalom része lett, majd a háború utáni talpraállás idejekor lelassult a terület fejlődése. Az EU-csatlakozás (1995) óta azonban gazdasága és turizmusa fellendült.

## Nevének eredete
Burgenland neve a német "Burgen" (várak) és "Land" (föld, vidék) szavak összetételéből származik, jelentése tehát "Várvidék". Az elnevezést 1919-ben Odo Rötig, egy Bécsben élő soproni lakos alkotta meg. A név eredetileg a Magyar Királyság négy nyugati vármegyéjére utalt: Pozsony (Pressburg), Moson (Wieselburg), Sopron (Ödenburg) és Vas (Eisenburg). Miután Pozsony Csehszlovákiához került, a "négy" (vier) előtagot elhagyták, de a "Burgenland" elnevezést megtartották, mivel az jól illett a sok régi határ menti várakkal rendelkező régióra.
A magyar nyelvben a "Burgenland" elnevezés általánosan elfogadott, de léteznek más megnevezések is. A "Várvidék" a német név tükörfordítása, amelyet Juhász László, a régió szakértője alkotott meg az 1970-es években, és különösen a turisztikai kiadványokban egyre népszerűbb. Az "Őrvidék" és "Felső-Őrvidék" elnevezések a legjelentősebb magyar nyelvszigetről, a Felső-Őrségről származnak, amely Oberwart (Felsőőr) környékén található. Ezek a nevek azonban kissé félrevezetőek, mivel csak a régió egy részére utalnak.

## Címer
Burgenland címere egy arany mezőben álló, jobbra tekintő, vörös szárnyú és nyelvű, fekete sziklán álló, arany koronával és karmokkal rendelkező sas. A sas mellén egy vörössel és ezüsttel négyszer vágott, arany szegélyű pajzs látható, amely a Németújvári grófok címerére utal. A pajzs jobb és bal felső sarkában egy-egy fekete kereszt található.
A címert 1922-ben, Burgenland tartomány létrehozása után vezették be. Elemei a régió két legjelentősebb középkori nemesi családjára utalnak:
- A sziklán álló sas a Nagymartoni és Fraknói grófok (Mattersdorf-Forchtenstein) címeréből származik.
- A vörössel és ezüsttel vágott pajzs a Németújvári grófok (Güssing) címerét idézi.

A tartomány zászlaja a címer színeit tükrözi, két vízszintes sávval: felül vörös, alul arany. Ezt a zászlót hivatalosan 1971-ben erősítették meg.

## Földrajz
Burgenland területén található a Kisalföld nyugati része, a Fertő vidéke és az Alpokalja ausztriai részének zöme. Legmagasabb hegycsúcsa az Írott-kő (882 m), második legmagasabb pedig a szintén a Kőszegi-hegységben álló Nagy Szarvaskő (862 m).

### Vízrajz

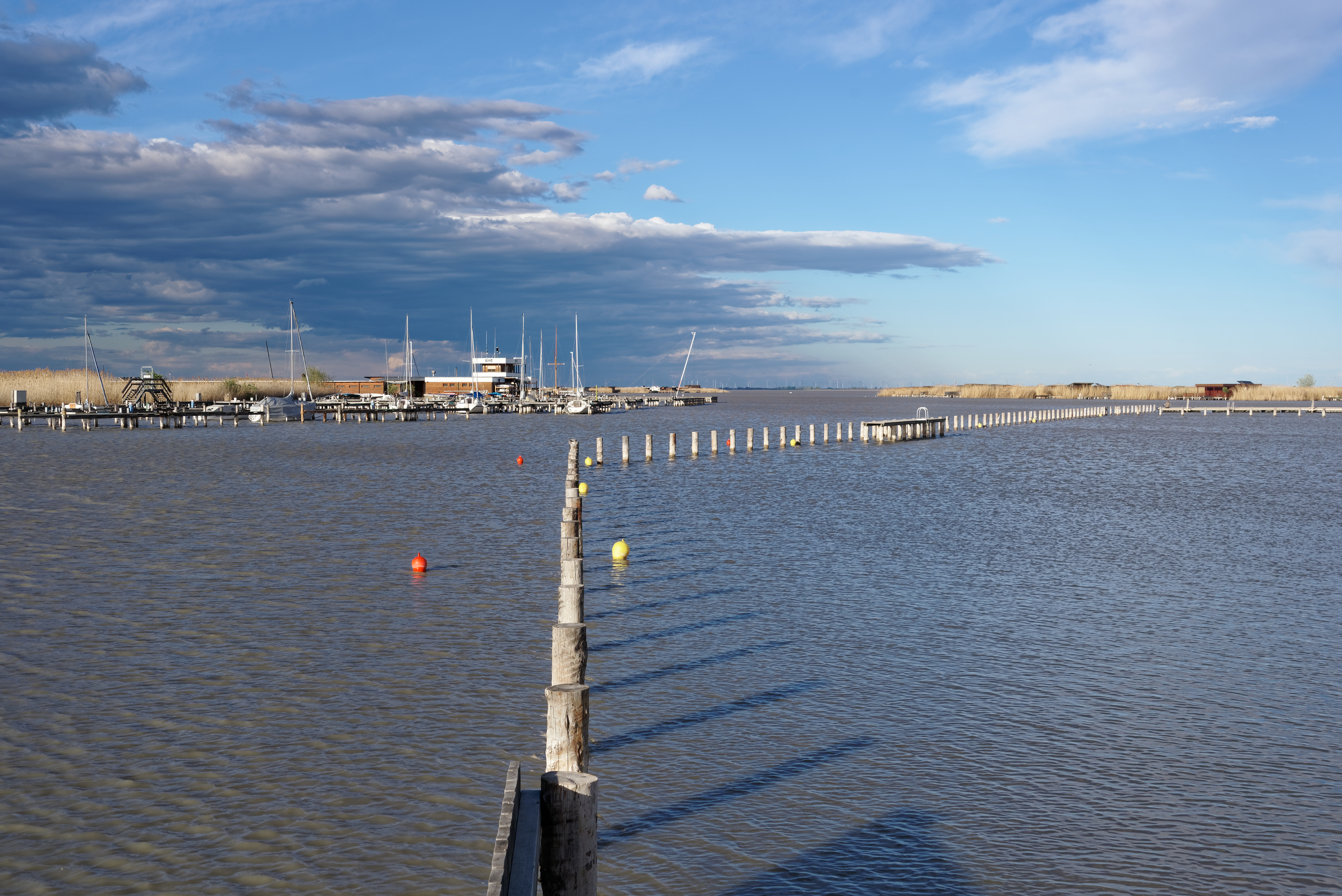
A Fertő tó látképe Rusztnál

Burgenland folyói (Lajta, Vulka, Aubach, Csáva-patak, Répce, Zöbernbach, Gyöngyös, Tauchenbach, Pinka, Strém, Lapincs, Rába) kelet felé a Dunába vezetik le a vizet, és három világosan megkülönböztethető tájra osztják a tartományt:
- Észak-Burgenland (Nordburgenland): a Soproni-hegységtől északra, Kismarton, a Fertő tó és Nagymarton környéke
- Közép-Burgenland (Mittelburgenland): a Soproni-hegység és a Kőszegi-hegység között, Felsőpulya központtal
- Dél-Burgenland (Südburgenland): a Borostyánkői-hegységtől és a Kőszegi-hegység hegyeitől délre, Németújvár központtal.

### Éghajlat
Burgenland az alpesi és a pannon klíma átmeneti zónájában fekszik.

## Története

### Előtörténete az első világháborúig
A római időkben Pannónia provincia része volt. 900 körül a magyarok foglalták el a területet. A középkor folyamán, a magyar királyok, az osztrák hercegek és a német-római császárok közötti gyakori háborúskodások során a terület egyes várai hosszabb-rövidebb ideig osztrák kézen voltak. 1490-től hat nyugat-magyarországi uradalom (Szarvkő, Kismarton, Fraknó, Kabold, Borostyánkő, Kőszeg) a Habsburg család birtokába került, és Alsó-Ausztriához tartozott. Miután a 17. században magyar főrendek birtokába jutottak, a magyar országgyűlések ismételt követelésére Fraknót és Kaboldot 1625-ben, többit pedig 1649-ben ismét a Magyar Korona joghatósága alá helyezték. A szintén magyar területen, a Lajtától keletre fekvő sárfenéki (mannersdorfi) uradalom viszont a 15. század végétől osztrák nemesek birtoka volt, ezért ma is Alsó-Ausztriához (és nem Burgenlandhoz) tartozik.
A terület története az első világháború előtt megegyezett Moson vármegye, Sopron vármegye és Vas vármegye nyugati területeinek történetével.

### Az első világháború után

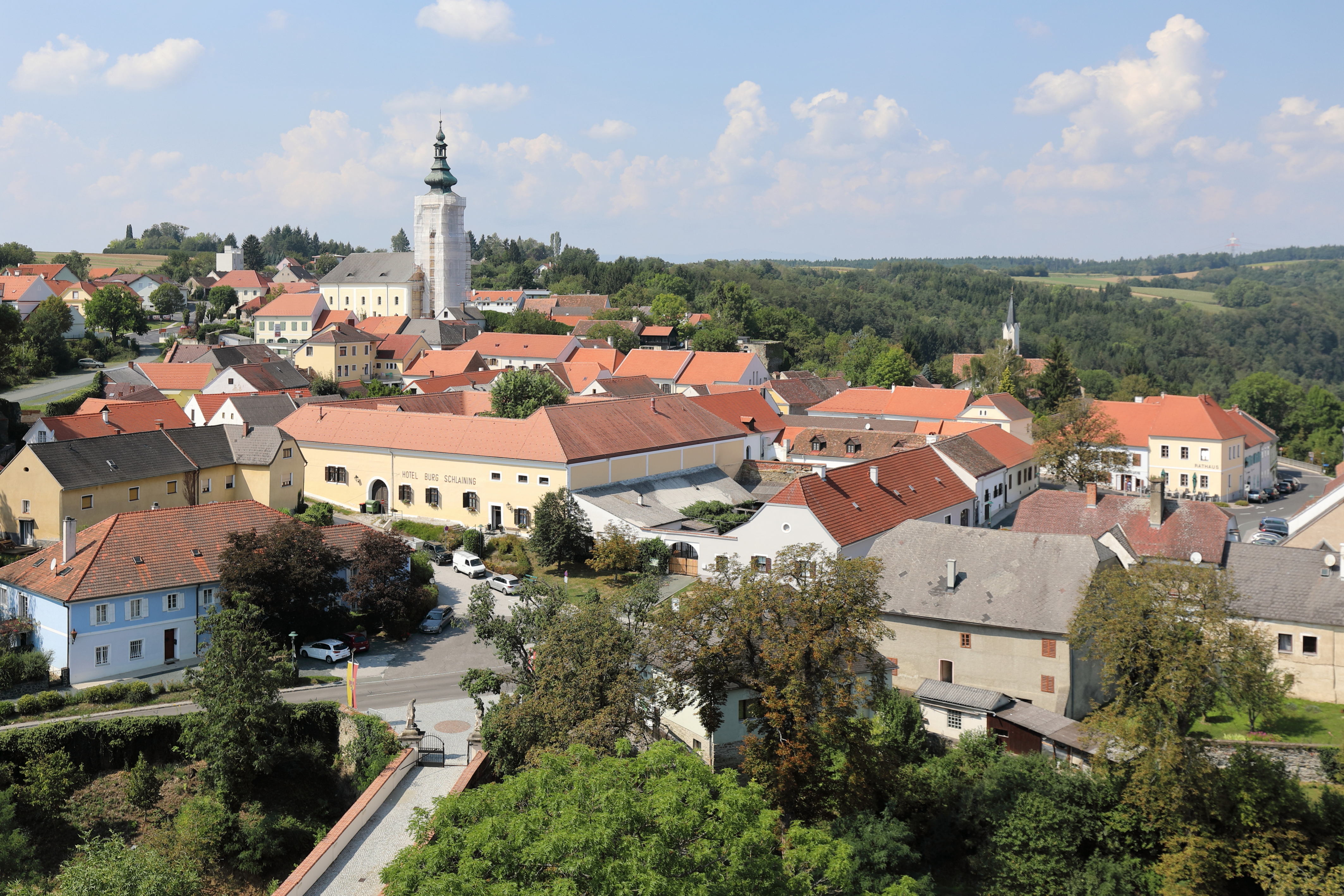
Egy tipikus nyugat-magyarországi mezőváros, Városszalónak

A terület Ausztriához csatolásáról az 1919. szeptember 10-én aláírt Saint Germain-i békeszerződés rendelkezett. A békeszerződés szerint Ausztria eredetileg 4312 km² területet kapott volna 341 ezer lakossal. A terület elcsatolása ellen lépett fel az ún. Rongyos Gárda, amely keresztül akarta vinni a fegyveres revíziót. A gárda egységei elfoglalták a fontosabb a pontokat, vasútállomásokat, csendőrlaktanyákat, útvonalakat és deklaráltak a hivatalosan el nem ismert államot Lajtabánság néven. Az 1921. október 13-i velencei egyezmény viszont úgy rendelkezett, hogy Ausztriához ennél kisebb terület kerüljön, méghozzá 3967 km² 287 ezer lakossal. Sopronról és környékéről pedig népszavazással kellett dönteni, melynek eredményeként a város Magyarországé maradt. A választások körülményeit osztrák oldalról sokak kétségbe vonták. Az 1922-ben véglegesített magyar–osztrák határ lett az egyetlen, amely viszonylag megegyezett az addigi etnikai határral.
Az új tartomány 1922-ben elfogadott neve onnan ered, hogy mind a négy magyar vármegye német neve, melyből területet szántak neki, a -burg (vár) szóval végződik: Komitat Pressburg (Pozsony vármegye), Komitat Wieselburg (Moson vármegye), Komitat Ödenburg (Sopron vármegye) és Komitat Eisenburg (Vas vármegye). Az eredeti elnevezés Vierburgenland lett volna, utalva a négy vármegyére, mivel azonban a véglegesen megállapított határok közé nem került Pozsony megyéből semmi, ezért a szám a név elejéről elmaradt.
Az egykori magyar járási beosztást lényegében átvették, és azon kevés lényeges változtatást hajtottak végre. A Szentgotthárdi járás odakerült részéből megalakították a Gyanafalvi járást, a többi csonka járások (Rajkai, Magyaróvári, Soproni, Kőszegi, Szombathelyi, Körmendi) községeit célszerűen elosztották. 1938-ban 7 települést a Németújvári járástól a Felsőőri járáshoz csatoltak.
1921-től átmenetileg Savanyúkút/Bad Sauerbrunn volt a tartomány székhelye. Későbbiekben a tartományi főváros rangjáért négy település is vetélkedett, Savanyúkút, Nagymarton, Kismarton és Pinkafő/Pinkafeld. 1925. október 19-től Kismartonba költözött a tartomány székhelye. A város is csak átmeneti megoldás volt, mivel sokan bíztak abban, hogy Sopront visszakapja a régió, így Kismarton a tartományi székhely alkotmányos rangját csak 1981-ben kapta meg.
Az Anschluss után, 1938. október 1-jétől Burgenland közigazgatási egységként megszűnt létezni, területét Reichsgau Niederdonau és Reichsgau Steiermark között osztották fel. A tartományt csak 1945-ben állították helyre. 1945-1955 ig a megszállás ideje alatt a Szovjet zónába tartozott.
1971. január 1-jén pedig az addigi 319 községből 138-at alkottak. Ezek egy részét azonban 2000 után bírósági ítéletek érvénytelennek mondták ki, mivel a községegyesítésekre vonatkozó eljárási szabályokat nem minden esetben tartották be a reform végrehajtása során.

## Közigazgatás
A tartomány 7 kerületre és 2 városra oszlik. Északról dél felé ezek a következők:
| Magyar név        | Német név                  | Autójelzés | Terület (km²) | Lakosság (fő) |
| ----------------- | -------------------------- | ---------- | ------------- | ------------- |
| Nezsideri járás   | Bezirk Neusiedl am See     | ND         | 1 038,65      | 53 502        |
| Ruszt város       | Rust                       | E          | 20,01         | 1 817         |
| Kismarton város   | Eisenstadt                 | E          | 42,91         | 12 562        |
| Kismartoni járás  | Bezirk Eisenstadt-Umgebung | EU         | 453,14        | 40 020        |
| Nagymartoni járás | Bezirk Mattersburg         | MA         | 237,84        | 38 494        |
| Felsőpulyai járás | Bezirk Oberpullendorf      | OP         | 701,49        | 37 419        |
| Felsőőri járás    | Bezirk Oberwart            | OW         | 732,62        | 53 207        |
| Németújvári járás | Bezirk Güssing             | GS         | 485,44        | 26 507        |
| Gyanafalvi járás  | Bezirk Jennersdorf         | JE         | 253,35        | 17 662        |

## Politika

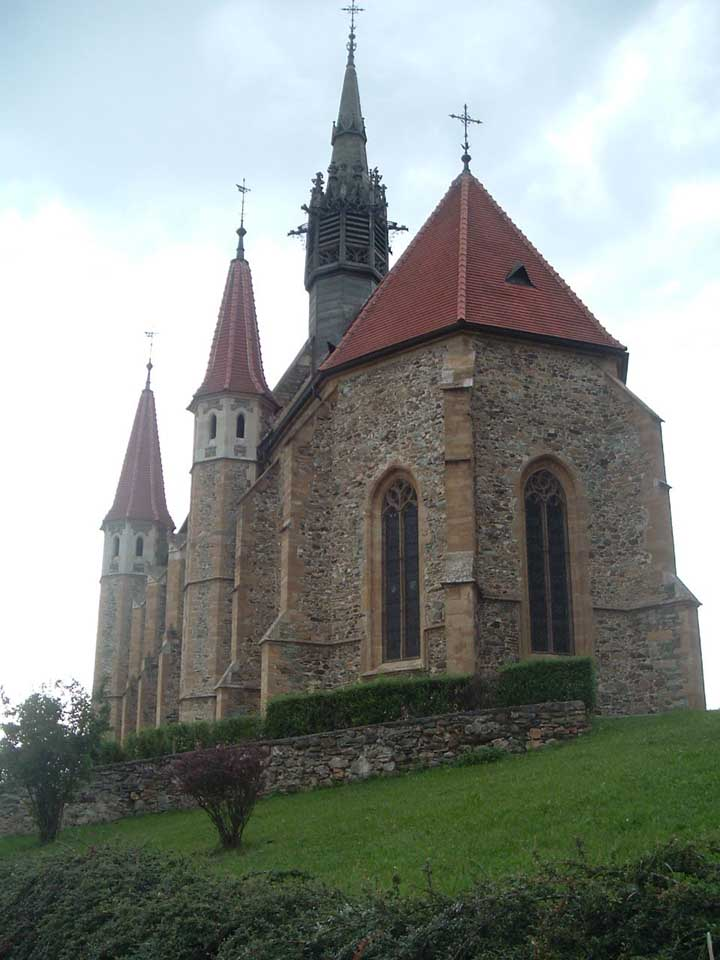
Máriafalva gótikus temploma

A 2010-es tartományi parlamenti választásokon a következő előzetes eredmény született:
| 2010-es burgenlandi parlamenti választások | 2010-es burgenlandi parlamenti választások | 2010-es burgenlandi parlamenti választások | 2010-es burgenlandi parlamenti választások | 2010-es burgenlandi parlamenti választások | 2010-es burgenlandi parlamenti választások | 2010-es burgenlandi parlamenti választások | 2010-es burgenlandi parlamenti választások |
| ------------------------------------------ | ------------------------------------------ | ------------------------------------------ | ------------------------------------------ | ------------------------------------------ | ------------------------------------------ | ------------------------------------------ | ------------------------------------------ |
| Választásra jogosultak száma               | Választásra jogosultak száma               | 248 694                                    | 248 694                                    | 248 694                                    | 248 694                                    | 248 694                                    | 248 694                                    |
| Részvételi arány                           | Részvételi arány                           | 77,30%                                     | 77,30%                                     | 77,30%                                     | 77,30%                                     | 77,30%                                     | 77,30%                                     |
| Szavazatok                                 | Szavazatok                                 | Száma                                      | Száma                                      | Száma                                      | Aránya (%)                                 | Aránya (%)                                 | Aránya (%)                                 |
| Összes leadott szavazat                    | Összes leadott szavazat                    | 192 246                                    | 192 246                                    | 192 246                                    | 100,00                                     | 100,00                                     | 100,00                                     |
| – ebből érvénytelen                        | – ebből érvénytelen                        | 3 286                                      | 3 286                                      | 3 286                                      | 1,71                                       | 1,71                                       | 1,71                                       |
| – ebből érvényes                           | – ebből érvényes                           | 188 960                                    | 188 960                                    | 188 960                                    | 98,29                                      | 98,29                                      | 98,29                                      |
| Pártok                                     | Pártok                                     | Szavazatok                                 | Szavazatok                                 | Szavazatok                                 | Szavazatok                                 | Mandá- tumok                               |                                            |
| Pártok                                     | Pártok                                     | Száma                                      | Száma                                      | Aránya (%)                                 | Aránya (%)                                 | Mandá- tumok                               |                                            |
|                                            | Osztrák Szociáldemokrata Párt (SPÖ)        | 91 185                                     | 91 185                                     | 48,26                                      | 48,26                                      | 18                                         | 18                                         |
|                                            | Osztrák Néppárt (ÖVP)                      | 65 411                                     | 65 411                                     | 34,62                                      | 34,62                                      | 13                                         | 13                                         |
|                                            | Osztrák Szabadságpárt (FPÖ)                | 16 970                                     | 16 970                                     | 8,98                                       | 8,98                                       | 3                                          | 3                                          |
|                                            | Zöldek (Grüne)                             | 7 835                                      | 7 835                                      | 4,15                                       | 4,15                                       | 1                                          | 1                                          |
|                                            | Burgenland Lista (LBL)                     | 7 559                                      | 7 559                                      | 4,00                                       | 4,00                                       | 1                                          | 1                                          |
| Összesen                                   | Összesen                                   | 188 960                                    | 188 960                                    | 100,00                                     | 100,00                                     | 36                                         | 36                                         |

## Népesség
| 2020 | 294 436 |

### Etnikumok
A tartomány lakosságának túlnyomó része osztrák, 5,9% a horvátok, körülbelül 2,4% a magyarok aránya.[mikor?][forrás?] Ennél kisebb számban élnek még romák a tartományban (0,1%). 
Az 1981-es népszámlálási adatok szerint 4147 fő vallotta magát magyarnak (magyar nemzetiségűnek) vagy olyannak, aki beszéli a magyart és magyar származásúnak tartja magát. 
Jelentős magyar lakosság csak Felsőőr és Felsőpulya környékén található. (Lásd még: Burgenlandi magyarok)
A burgenlandi horvátoknak saját dialektusuk van, az ún. gradistyei nyelv. (Lásd még: Burgenlandi horvátok)

## Gazdaság
1995-ben Ausztria gazdaságilag elmaradott tartományává nyilvánították Burgenlandot. Ez lehetővé tette, hogy ’’Ziel-1’’ régióként jelentős támogatásokat tudjon lehívni a tartomány saját gazdaságának erősítésben. A folyamatban Karl Stix akkori tartományi főnöknek elévülhetetlen szerepe volt és a gazdasági felzárkózásnak jelentős lendületet adott. A fejlesztési időszak 2013-ban zárul. Ez idő alatt a burgenlandi gazdasági jelentősen átalakult és fejlődött. Átlagos a részesedése a bruttó hazai termékből egy főre jutó vásárlóerő-paritáson 2003-ban 77,4 százalék volt, szemben a EU-15 régi tagállamainak tagállamának 75%-os átlagával. Kifejezve és összehasonlítva a bruttó hazai terméket az Európai Unióban vásárlóerő paritáson elérte a régiós index a 89 (EU-28: 100, Ausztria: 129) (2014-ben). A gazdaságban észak és dél között jelentős különbségek mutatkoznak. A különbségek ledolgozása csak lassan történik. Mindemellett 23.000 ember ingázik Bécsbe napi vagy heti szinten munkavállalás céljából. A legelmaradottabb járás a Gyanafalvi járás. Dél-Burgenland és Stájerország keleti szegélyének kereskedelmi és szolgáltató központja Felsőőr. Észak-Burgenland gazdaságát a Fertő régió turizmusa jelentősen erősíti, illetve itt fekszik Kismarton, mint a tartomány legjelentősebb kereskedelmi, szolgáltató és ipari centruma. Vállalkozásfejlesztését szolgáló technológiai központok épültek Kismartonban, Nezsideren, Sopronújlakon, Pinkafőn, Németújvárott és Gyanafalván.
Főleg a belterjes mezőgazdaság a jellemző. Fő terményei a szőlő, bor, búza és cukorrépa. A járási székhelyek és az autópályák mellett fekvő jelentősebb települések egyben kereskedő városok is: Kismarton, Felsőőr, Felsőpulya, Pándorfalu, Nezsider, Németújvár, Gyanafalva.
Burgenland Alsó-Ausztriával együtt a legfontosabb bortermelővidéke Ausztriának. A borászok összesen 16.000 hektáron gazdálkodnak. Művelés alatt van a Fertő vidékén 7.303 ha, a Fertőmelléki-dombságon (Neusiedlersee-Hügelland) 3.923 ha, Közép-Burgenlandban 2.326 ha, Dél-Burgenlandban 507 ha.
A Közép-Burgenlandban és Fertőmelléki-dombságon elterülő ültetvényeket a Kékfrankos hazájának, (németül: Blaufränkischland) néven jelölik.
Burgenland európai piacvezető a szélenergia hasznosításában. 2000-ben körülbelül három százaléka volt még csak a tartományban előállított villamos energiának a szélturbinák által megtermelt energia, 2011-ben már 50 százalék, 2018-ra pedig 150 százalék lett. Jelenleg több nagy szélerőműpark már elkészült (pl.: Pándorfalu, Sopronkeresztúr), illetve továbbiak vannak építés alatt. Számuk 2018-ban elérte a 446-ot. A 2014-ben elkészült, 79 darab szélerőműből álló park 115.000 burgenlandi háztartás ellátását szolgálja Mosontarcsa és Féltorony területén, ezzel ez lett Ausztria legnagyobb szélerőmű parkja. A végleges üzembe helyezett kapacitása 237 MW lesz, befejezésekor pedig a legnagyobb szélerőműpark lett Közép-Európában. 2013-ban a szélerőmű parkokban előállított áram mennyisége elérte, meg is haladja a tartomány egész energia felhasználását. 2014-től pedig Burgenland szélenergia exportőrré vált és 2018-ban 150 %-ban fedezte a tartomány energia igényét. A szélerőmű parkok üzemeltetését szolgáló szakemberek képzése zajlik Pinkafő – szélenergia technikus oktatásával – és Nagymartonban a turbinák javításához értő szakemberek képzésével.
Az Európai Unió által a tartomány számára 2014–2020. közötti ciklusban nyújtandó 73,6 millió eurós fejlesztési forrásból 12 millió eurót fordítottak majd a kutatás, a technológiai és az innováció fejlesztésére. 26 millió eurót költenek majd a burgenlandi kis- és közepes méretű vállalatok versenyképességének erősítésére. 16,4 millió eurónyi támogatás jut majd a tartós és nagy hozzáadott értéket képviselő foglalkoztatás támogatására. Az oktatásra és a szakmai képzés pedig 6,4 millió eurós támogatást kap.

## Közlekedés

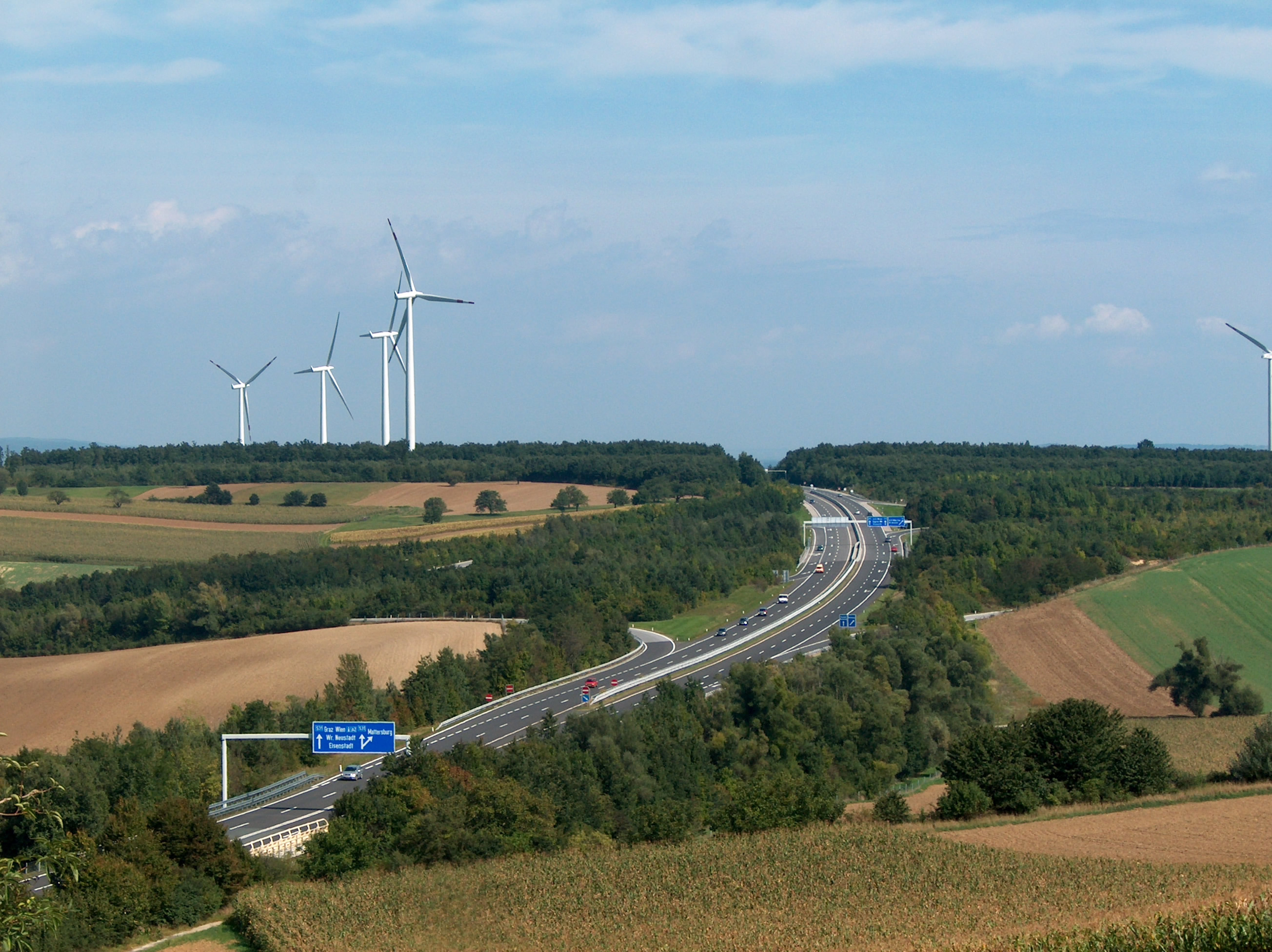
Az S31-es gyorsforgalmi út nagymartoni csomópontja

A tartománynak fejlett közúti hálózata van. Az autópályák Bécs felé adnak eljutást. A tartomány autópályái és autóútjai:
- A2-es autópálya Süd Autobahn: Ez az ország leghosszabb sztrádája, ami 381 km-es, Bécs–Graz–Klagenfurt irányban Arnoldsteinnal csatlakozik az olasz A23-as sztrádára. Felsőőr és Pinkafő között érinti a tartomány területét.
- A3-as autópálya Südost Autobahn: az A2-es Guntramsdorfi elágazásától Kismartonig (németül Eisenstadt) van kiépítve, folytatása Sopronig tervezett.
- A4-es autópálya Ost Autobahn: ez a sztráda a Bécs–Budapest útvonal egyik része Bécstől Miklóshalmáig (Nickelsdorf), az osztrák-magyar határig épült ki és a magyar oldalon az M1-es autópályára csatlakozik.
- A6-os autópálya Nordost Autobahn: ez a legújabb autópálya, ami az A4-es Királyhidai (Bruckneudorf) leágazástól Köpcsényig (Kittsee), a szlovák határig tart.
- S4-es autóút köti össze Bécsújhelyet Nagymartonnal.
- S7-es autóút Fürstenfelder Schnellstraße: Fürstenfeld A2-es autópálya és Szentgotthárd M8-as autópálya között tervezett autóút, kiépítése 2 ütemben zajlik 2023-ig.
- S8-as autóút Marchfeld Schnellstraße: Bécs és Pozsonytól északra a D2-es autópálya között tervezett autóút, kiépítése 2020 után várható.
- S31-es autóút Burgenland Schnellstraße: Burgenland É-D-i gyorsforgalmi útja. Kismarton és Felsőpulya között üzemel, de folytatásaként B61a jelű autóút épült Kőszegig, csatlakozva majdan az M87-es autóútig –, északon Oszlopig tervezett.

A főúthálózat jellemzően észak-déli szervezésű, ennek gerince a B50-es főút (németül: Burgenland Straße), amely végig fut a tartományon. Vele párhuzamosan haladnak a B56, B57-es főutak. Jelentősebb főutak még a kelet-nyugati, Magyarország és Szlovénia felé kapcsolatot adó közutak, mint a B10 Hegyeshalom, B51 Fertőd, B16 Sopron, B55 és B61 Kőszeg, B63 Szombathely, B56 Pinkamindszent, B65 Szentgotthárd, B58 Muraszombat felé. A főutak a nagyobb településeket és városokat elkerülik. A különszintű keresztezéseknek köszönhetően autóútként működik a B50, B57, B63 főutak egyes településeket elkerülő szakaszai. A mellékúthálózat sűrű, jól kiépített jelzése: L (németül Landesstraße). Magyarország és Szlovénia Schengeni egyezményhez való csatlakozásával a határmenti utak visszaépítése folyamatosan zajlik. Az egykori határépítményeket bontás fejében elajándékozták, majd 2013-ban a lebontásuk meg is kezdődött.
Vasúthálózata a tartomány történelme folytán – a fővonalak kivételével – csak az Ausztriához való csatlakozás után épült ki a többi tartomány felé. Így például a Szombathely–Pinkafő-vasútvonal csak 1925-től kapcsolódik az Osztrák Szövetségi Vasutak hálózatához. Osztrák kapcsolat hiányában megszűnt a Körmend–Németújvár-vasútvonal. A Sopron–Kőszeg-vasútvonal korridorvasút, mivel csak magyar területen át – Sopronon – keresztül közlekedhetnek a vonatok egyéb osztrák viszonylatban. A vasutak közül a tartomány északi részén lévő vonalak jelentős része a GYSEV kezelésében van.
Jelentős vasútvonalak továbbá a Bécs-Budapest kétvágányú, illetve a Bécs-Pozsony egyvágányú villamosított vasútvonal, a Graz-Szentgotthárd egyvágányú nem villamosított vasútvonal. A vonatok ütemes menetrendben közlekednek elsősorban Graz, Bécs, Pozsony, Sopronkeresztúr, Pándorfalu, Nezsider, Bécsújhely, Ebenfurt, Fertőd, Szombathely, Szentgotthárd felé. A személyforgalmon kívül lévő vasútvonalakon az ÖBB autóbuszai szállítják az utasokat. 2014–2020 fejlesztési időszakban tervezik a 9,5 km-es Gyanafalva-Szentgotthárd vasútvonal villamosítását és korridorvasútként Délburgenland Szombathelyen át történő Bécs, Kismarton irányú kiszolgálását.
| Vasútvonal                                | Vágány     | Villamosított                        | Megjegyzés |
| ----------------------------------------- | ---------- | ------------------------------------ | --- |
| Pozsonyligetfalu–Köpcsény–Pándorfalu–Bécs | egyvágányú | villamosított                        | 1998. december 15-én nyitották meg újra |
| Bécs–Pándorfalu–Budapest                  | kétvágányú | villamosított                        | |
| Fertőszentmiklós–Pomogy (FHÉV)            | egyvágányú | villamosított                        | |
| Pándorfalu–Vulkapordány–Sopron            | egyvágányú | villamosított                        | ütemes menetrend Kismarton-Bécs között |
| Sopron–Felsőlászló                        | egyvágányú | csak Sopronkeresztúrig villamosított | korridorvasút; Sopronkeresztúrig személyforgalom, Felsőlászlóig teher és hajtány; 1951. október 6-án megszűnt a határmenet Kőszeg felé a személyfogalomban |
| Sopron–Ebenfurt                           | egyvágányú | villamosított                        | |
| Sopron–Nagymarton–Bécsújhely              | egyvágányú | nem villamosított                    | |
| Sárvár–Répcevis–Felsőlászló               | egyvágányú | nem villamosított                    | határmenet megszűnt 1933-ban, 1955-ben állt le Felsőlászló-Répcesarud között a teherforgalom                                                               |
| Friedberg–Rohonc                          | egyvágányú | nem villamosított                    | csak teherforgalom, Szombathely felé a határmenet megszűnt 1953. március 1-jétől                                                                           |
| Felsőőr–Felsőlövő                         | egyvágányú | nem villamosított                    | csak teherforgalom és idegenforgalom; személyforgalom 1968. augusztus 8-án megszűnt                                                                        |
| Körmend–Németújvár                        | egyvágányú | nem villamosított                    | az osztrák oldalon 1945-től szünetelt |
| Szentgotthárd–Gyanafalva–Graz             | egyvágányú | nem villamosított                    | ütemes menetrend Graz felé |
| Szentgotthárd–Rábakeresztúr               | egyvágányú | nem villamosított                    | csak teherforgalom a határon átnyúló Ipari Park céljára |

## Kultúra, média

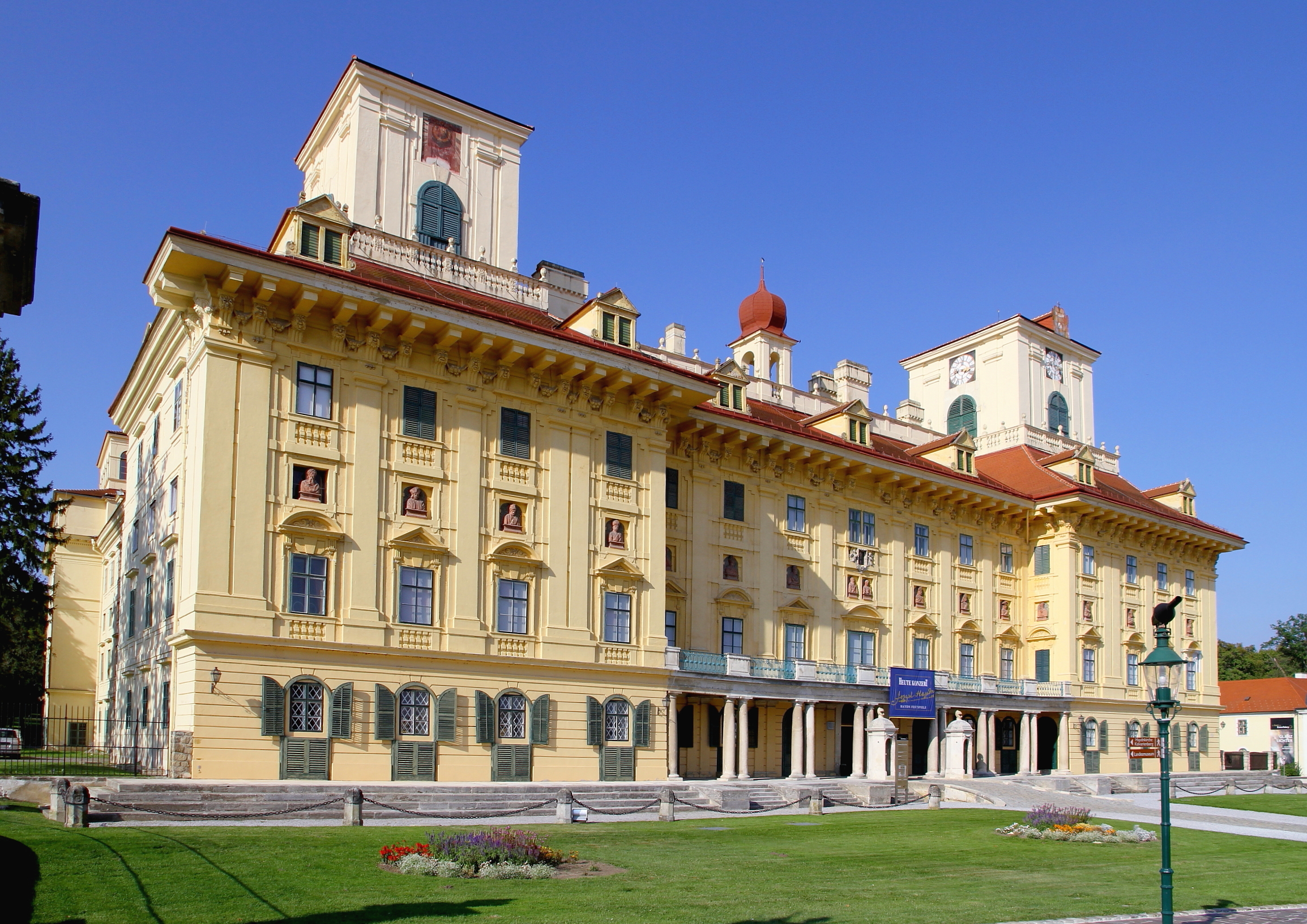
Kismarton: az Esterházy-kastély

Bár a török betörések a határterületeken sok középkori épületet megsemmisítettek, mégis viszonylag sok vár, kastély, erőd, templom maradt meg. Gótikus emlékeket Fertőszéleskút, Márcfalva, Margita, Máriafalva, Németújvár, Pinkakertes, Ruszt, Sopronkertes és Városszalónak települése őriz. A leghíresebb barokk műemlékek Boldogasszony, Borostyánkő, Féltorony, Fraknó, Monyorókerék, Kismarton, Köpcsény és Lorettom településeken lelhetők fel.
A tartomány hagyományos kulturális centruma Kismarton, ahol Joseph Haydn sok évet dolgozott. Ismertek a Margita kőfejtőjében megrendezett passiójátékok, de ugyanezen a színpadon operaelőadások is zajlanak. Fertőmeggyesen úgynevezett tavi ünnepi játékok keretében rendeznek operettelőadásokat.
A tartománynak saját szerkesztésű rádió és televíziós műsorai vannak az ORF keretében. A tévében minden hétköznap 19 órakor jelentkezik a tartományi híradó 25 percben. Hétvégenként magyar és horvát nyelvű, a helyi kisebbségek életét bemutató magazinműsorokkal jelentkeznek. A tartományi rádió 24 órában sugároz zenei, kulturális és magazin műsorokat, a híreket időszakosan magyar és horvát nyelven is közvetítve. ORF tartományi bontású honlapja német, magyar, szlovén és horvát nyelven is közli a helyi híreket. A szerkesztőségek központja a kismartoni Funkhaus.
Lásd még: Ausztria magyar emlékei, látnivalói

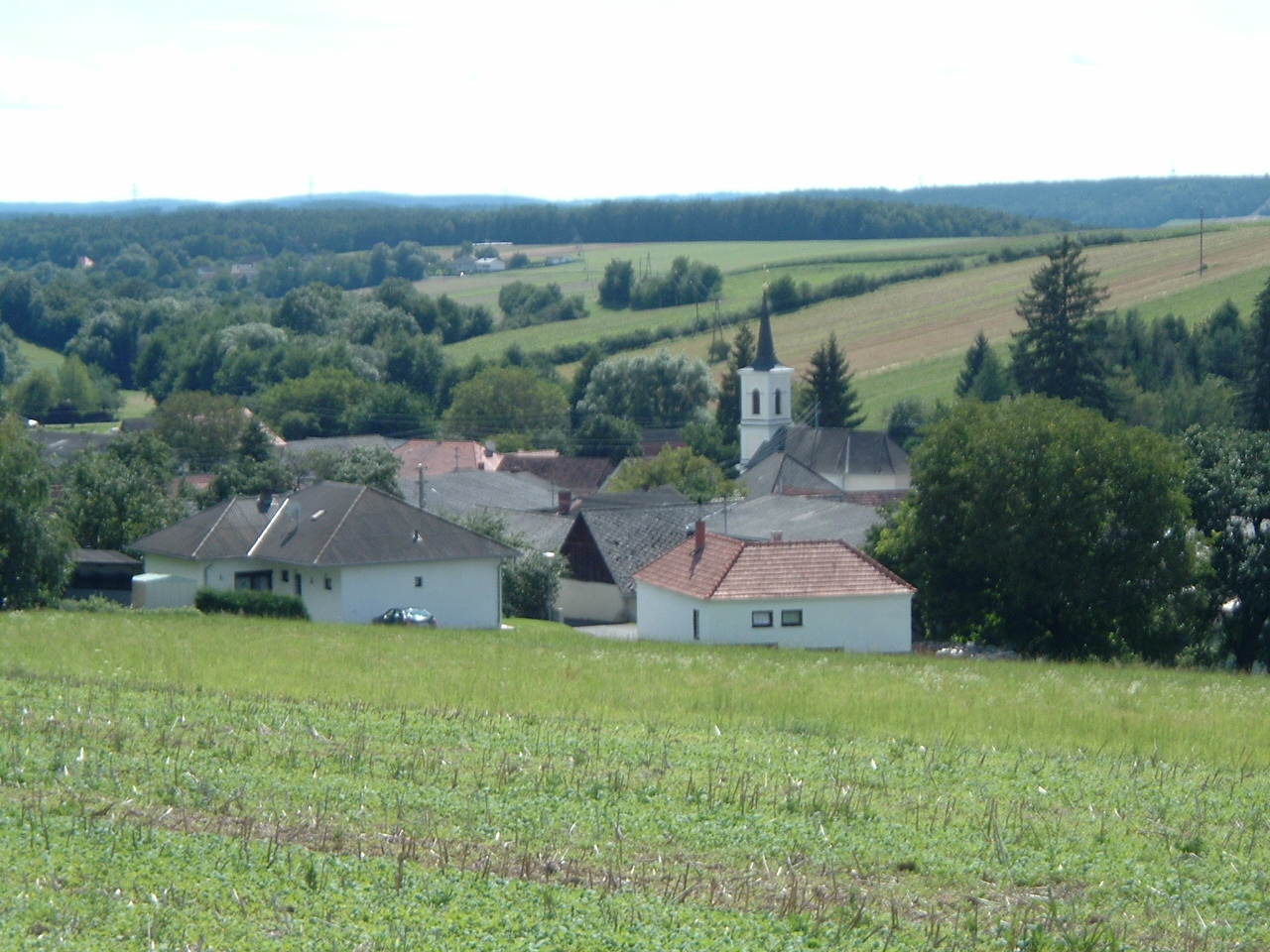
Burgenlandi falu (Rumpód)

### Népzene
Burgenlandba került a Trianon után Magyarországról elszakított magyar nemzetiségű népesség legkisebb csoportja, ebből is fakadhat, hogy az itt élő magyarság néprajzi kultúráját kutatták az elmúlt évtizedek során a hasonló népcsoportok közül a legkevésbé. Népzenét – egy-két szigetszerű helyi gyűjtést leszámítva – Kertész Gyula gyűjtött itt először, az MTA megbízásából, 1957-58-ban; tevékenységét később Tölly Ernő, a felsőőri járás tanfelügyelője folytatta. Nagy munkát végzett e téren Gaál Károly is, aki a bécsi egyetem néprajzprofesszoraként működött, Volly István pedig karácsonyi énekeket gyűjtött Őrvidék sok településén.
Mivel e korai gyűjtések eredményeinek csak csekély részét sikerült publikálni – akkor is szinte csak szakmai fórumokon, vagyis azok az érintett lakosok előtt úgyszólván teljesen ismeretlenek maradtak –, Barsi Ernő kisalföldi néprajzkutató már az 1970-es években célul tűzte ki maga elé egy átfogóbb jellegű burgenlandi népzenei kutatás megindítását. A gyűjtőmunkát 1977-ben Felsőpulyán kezdte, eredményeire pedig magyar és osztrák részről egyaránt felfigyeltek, ezáltal tíz évvel később, 1987-ben már két teljes kötetre való, helyben gyűjtött olyan magyar népdalt tudott publikálni, amelyekről úgy ítélte meg, hogy segíthetik a továbbélésben e gyorsan fogyatkozó magyar nyelvsziget már akkor is erősen urbanizálódott népességét. A későbbiekben még két nagyobb lélegzetű kutatást indított a burgenlandi magyar népzene tárgyában, egy sok népdalt őrző alsóőri asszony révén, illetve a Fertő körüli magyarlakta településeken.
Elsődleges megállapításai szerint a burgenlandi magyar népdalkincs a dunántúli magyar népzenei dialektussal áll rokonságban, de zenei és szövegi anyaga egyaránt nagyjából az első világháború körüli állapotok konzerválódását tükrözi, sok esetben a dallamok, szövegek egy részének (olykor jelentős hányadának) kopásával, feledésbe merülésével. Az előbb említett két kötetes publikációban 208 magyar népdalt és mondókát tett közzé, melyből 176-ot saját maga gyűjtött, a többi korábbi, de (egyetlen kivételtől eltekintve) 1957-nél nem régebbi gyűjtésű anyag volt. A 208-ból 106 volt alkalomhoz köthető dal, 51 gyermekjáték-dal, 26 pedig dallam nélküli mondóka; a fennmaradók jeles napi szokásdalok, lakodalmi dalok, virrasztó énekek és újévköszöntők voltak. Barsi megállapításai szerint a gyűjtött anyagból a gyerekjáték-dalok mutatták a legtöbb archaikus vonást, dallamépítkezésükben és szövegeik tekintetében egyaránt.

## Tartományi ünnepek
- Szent Márton – a tartomány védőszentjének ünnepe: november 11. (hl. Martin, Festtag des Landespatrons). Első ízben 1925. november 11-én ünnepelték. 1921-ben, amikor Burgenlandot Ausztriához csatolták, még Szent István került szóba, mint védőszent.[16]

## Turizmus
A tartomány – melynek több települését is Heuriger-vidékként tartják számon – nem tartozik Ausztria kiemelt turisztikai helyeihez. Jelentősek viszont a kerékpártúrák.
A legismertebb turisztikai látnivalók:
- Fertő-táj (Neusiedlersee kultúrtáj) Magyarországgal közösen – a világörökség része
- Kismarton: Esterházy-kastély és Haydn-múzeum
- Fraknó, Borostyánkő és Németújvár várkastélya
- Lánzsér: Közép-Európa legnagyobb várromja
- Máriafalva gótikus temploma

A Heuriger (saját bort felszolgáló vendéglők) vidékeként számontartott települések: Rechnitz, Deutschkreutz, Eisenberg, Ruszt, Heiligenbrunn, Mörbisch, Oberschützen, Moschendorf

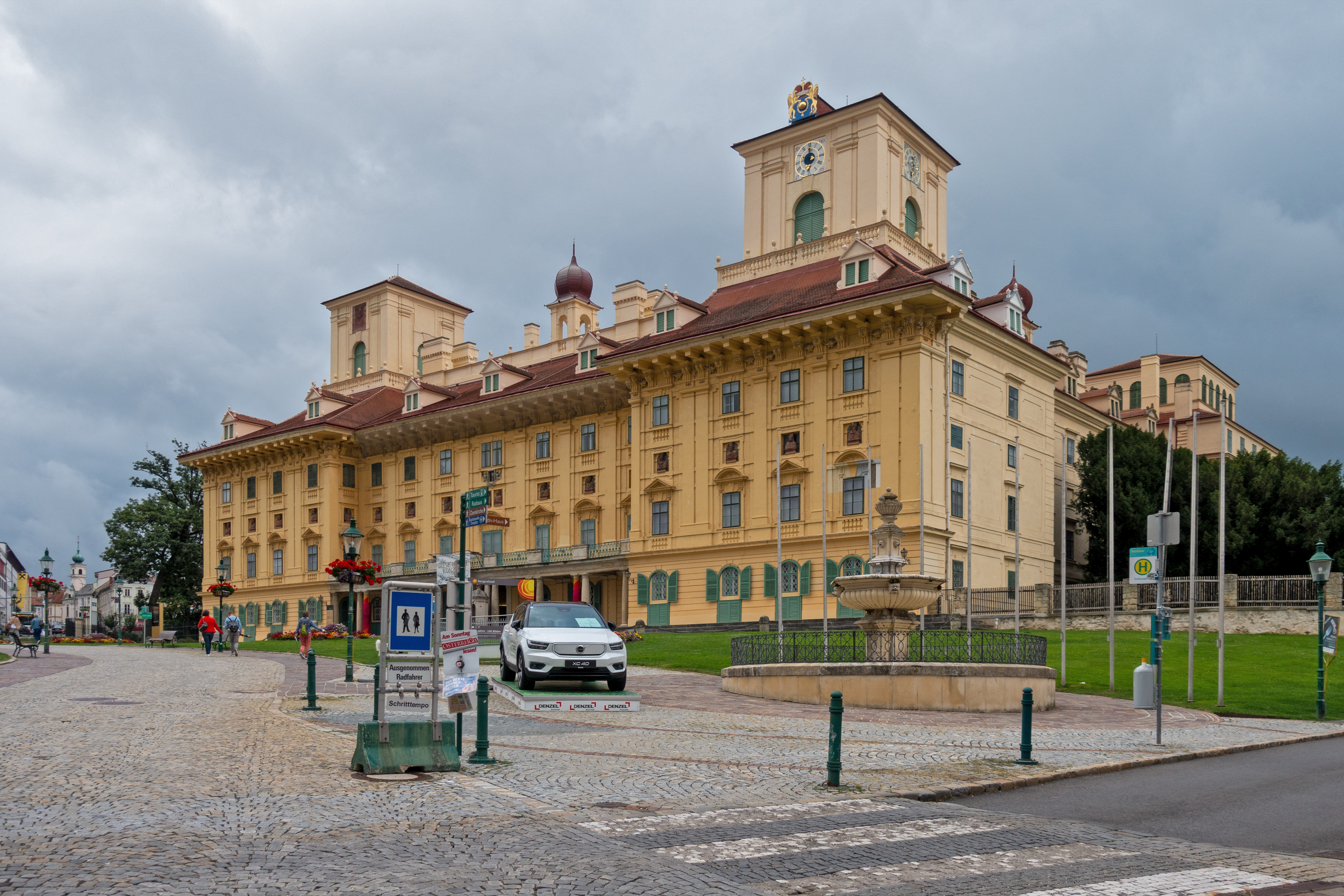
Kismarton, a székhely
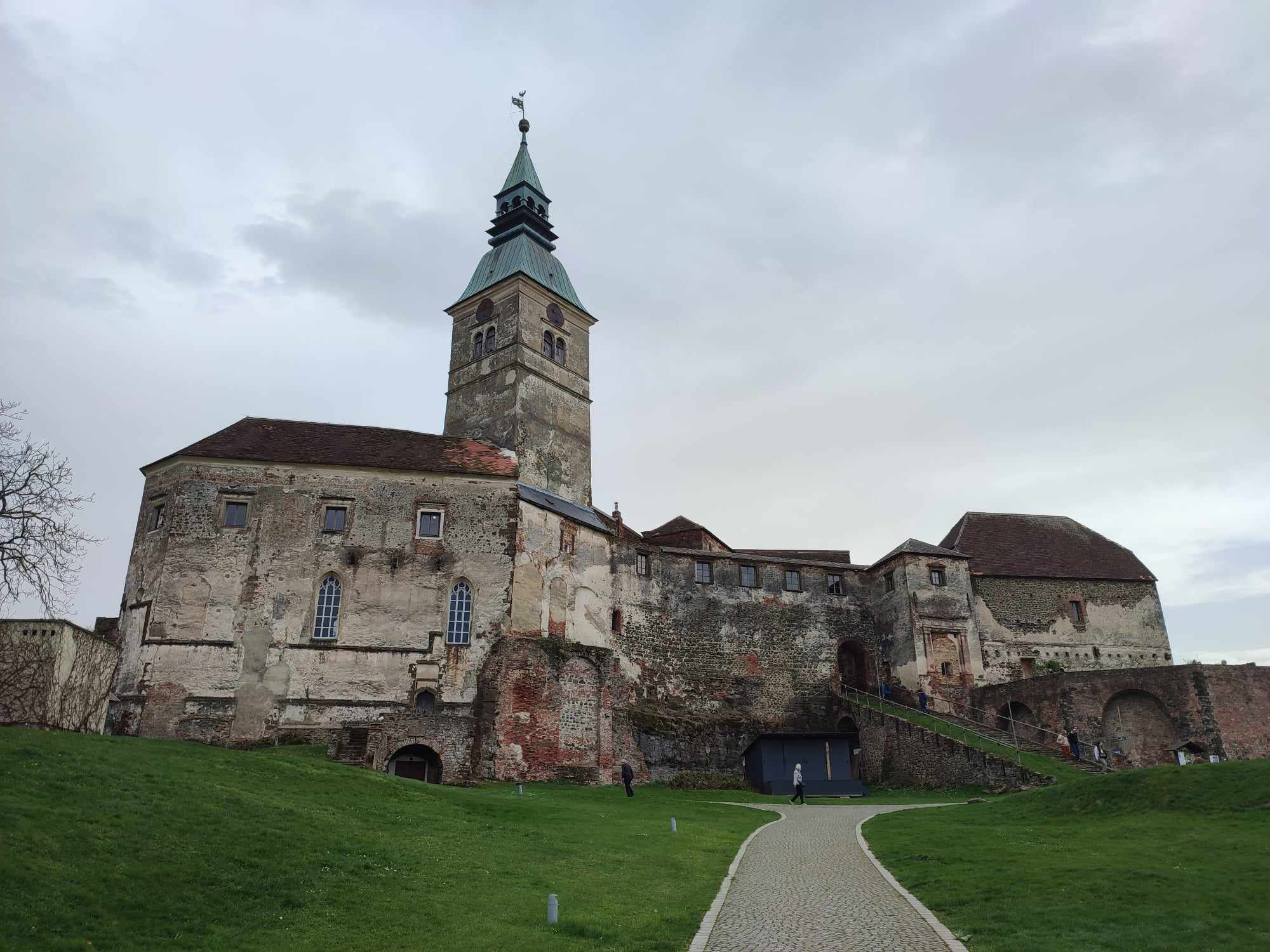
A Batthyány-vár Németújváron
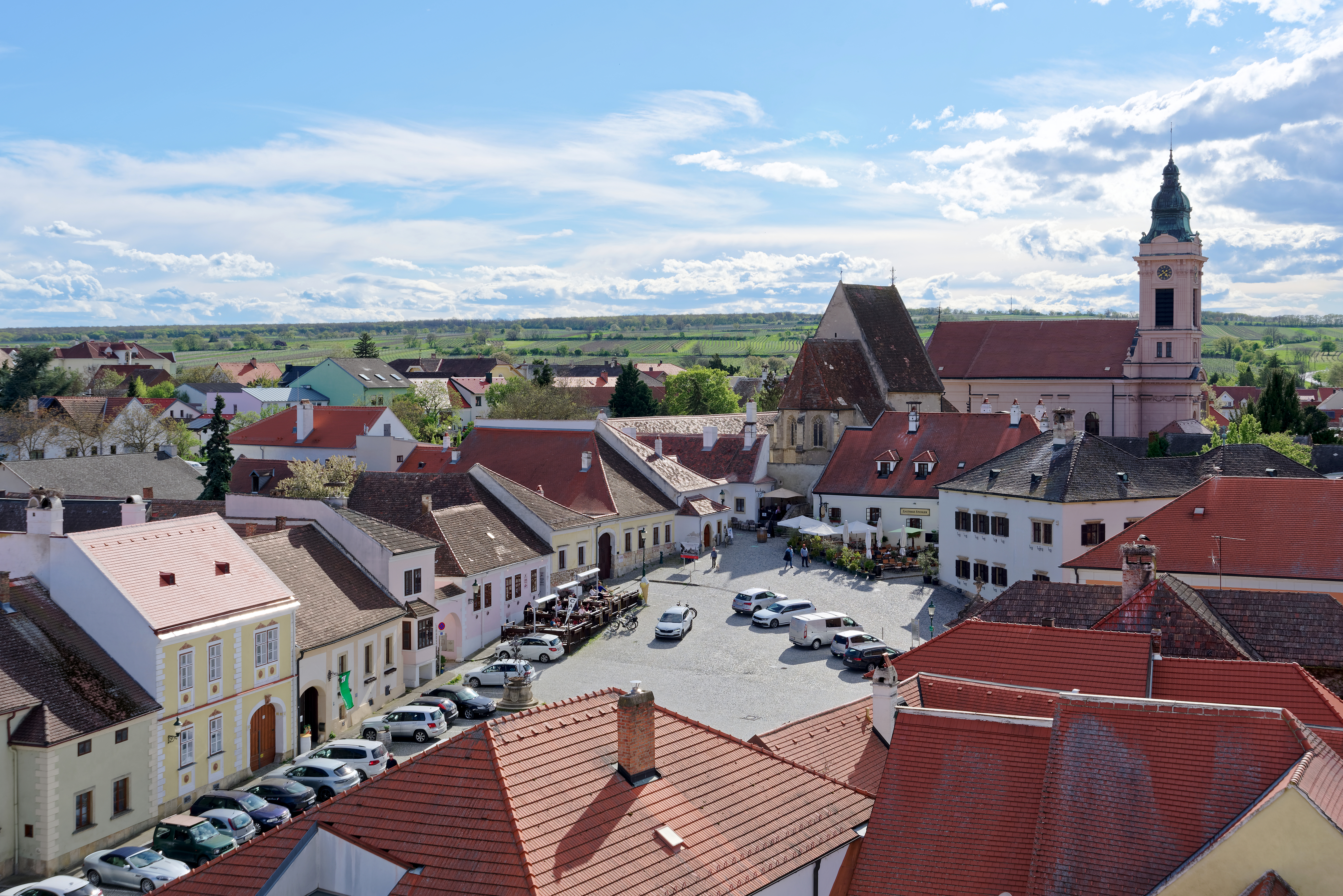
Ruszt főtere
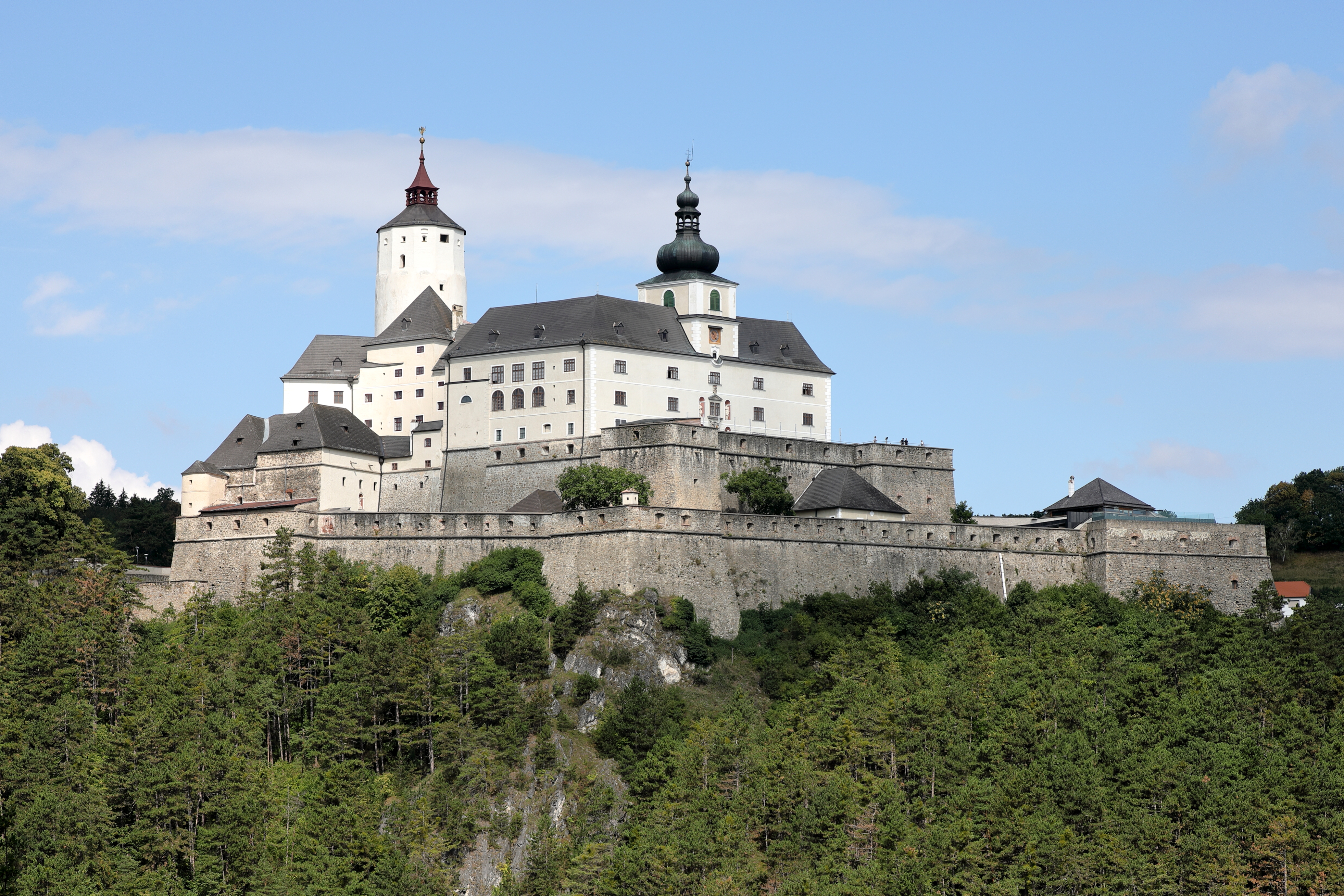
A fraknói vár
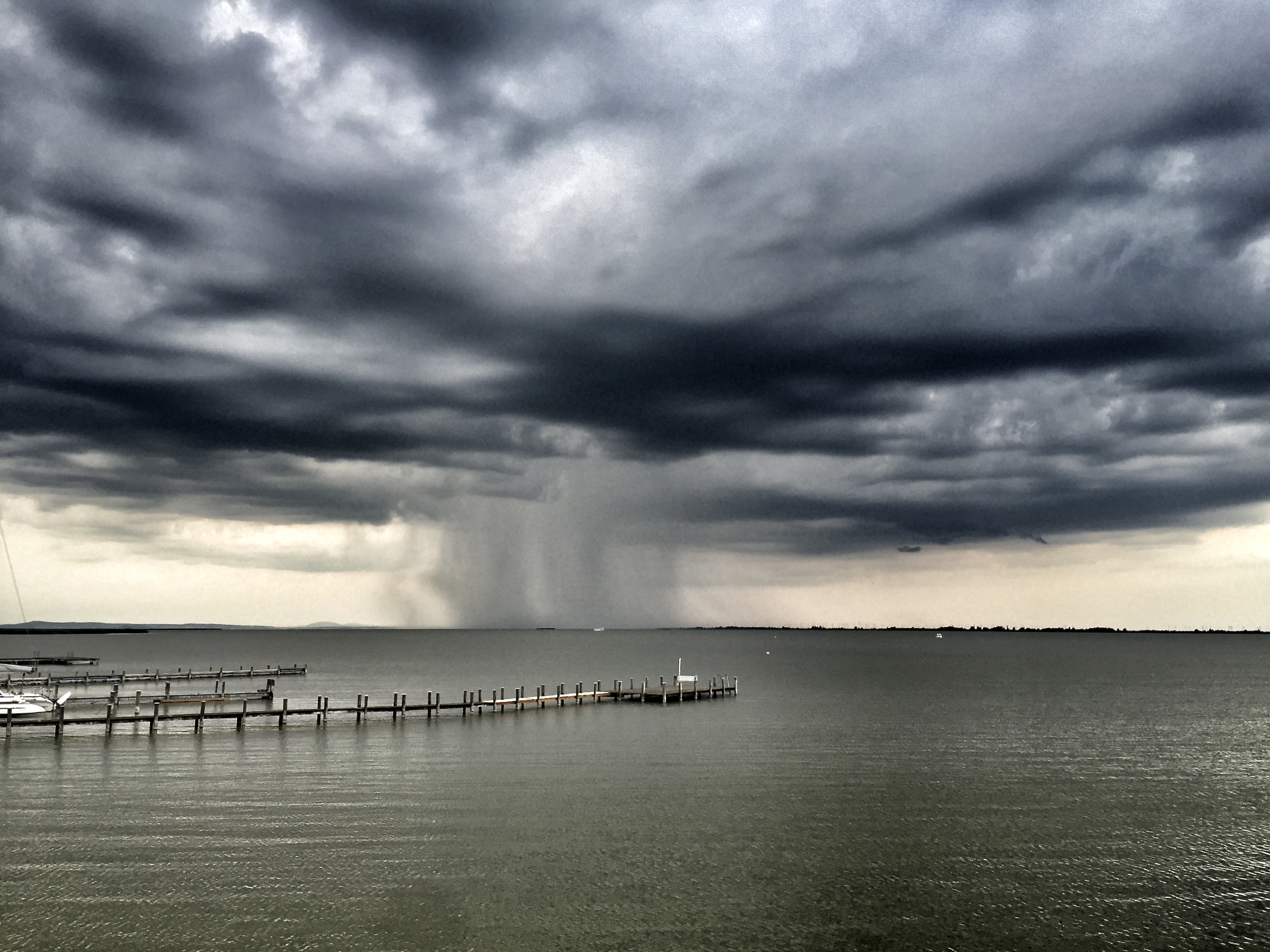
A Fertő

## Fontosabb települések

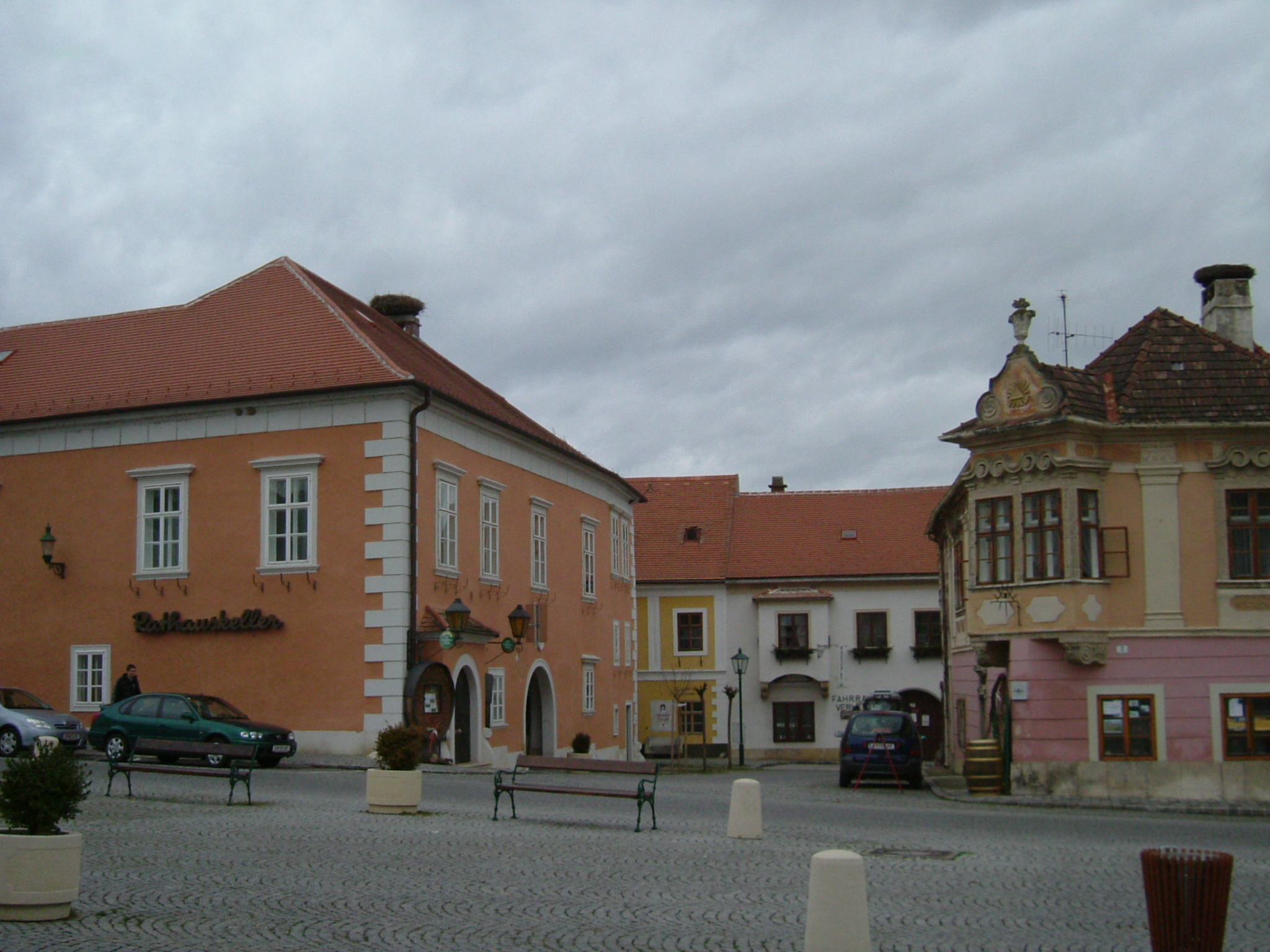
Ruszti házak

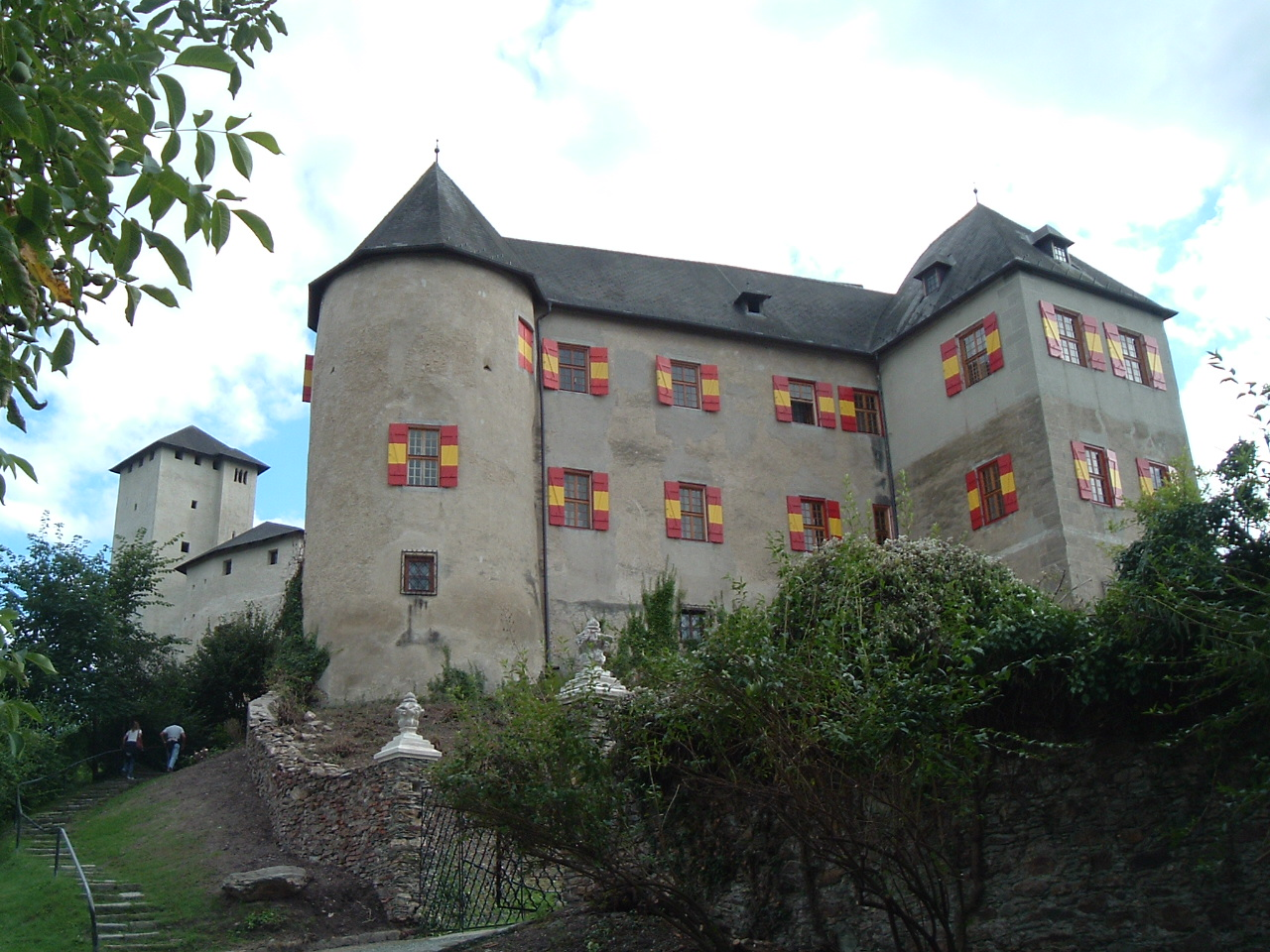
Léka vára

- Kismarton (Eisenstadt)
- Felsőőr (Oberwart)
- Nagymarton (Mattersburg)
- Pinkafő (Pinkafeld)
- Lajtaszentmiklós (Neudörfl)
- Gyanafalva (Jennersdorf)
- Németújvár (Güssing)
- Pándorfalu (Parndorf)
- Gálos (Gols)
- Nagyszentmihály (Großpetersdorf)
- Máriafalva (Mariasdorf)
- Sopronkeresztúr (Deutschkreutz)
- Felsőpulya (Oberpullendorf)
- Rohonc (Rechnitz)
- Ruszt (Rust)
- Zárány (Zagersdorf)
- Léka (Lockenhaus)
- Fraknó (Forchtenstein)
- Felsőlövő (Oberschützen)
- Alsóőr (Unterwart)
- Tarcsafürdő (Bad Tatzmannsdorf)